# Fender
 Ovo je glavno značenje pojma Fender. Za rijeku u Engleskoj, pritoku Merseya pogledajte Fender (rijeka).
Fender Musical Instruments Corporation iz mjesta Scottsdale, Arizona je ime renomiranog proizvođača žičanih instrumenata (gitara) i pojačala. Najpoznatiji proizvodi tvornice su električne gitare; Stratocaster i Telecaster.
Tvrtka se je prije zvala Fender Electric Instrument Manufacturing Company, pod tim imenom je tvrtku osnovao 1946. godine u mjestu Fullerton, Kalifornija, grčki emigrant u Ameriku Clarence Leonidas Fender, zvan Leo. Prvi uspješni proizvod tvrtke bila je električna gitara punog tijela Telecaster, nakon toga Leo je uspješno izradio prvu komercijalno uspješnu bas-gitaru Precision Bass koja je postala poznata u svijetu rocka, jazza, countrya, funka i ostale novovjeke glazbe dvadesetog stoljeća.
Sjedište kompanije Fender je u Scottsdale-u Arizona s proizvodnim pogonima u Coroni u (Americi), i u Ensenadi, Baja California u Meksiku.

## Povijest tvrtke
Tvrtka Fender ponudila je prva masovno proizvedenu električnu gitaru punog tijela (neakustičnu) - Telecaster  (izvorno zvanu 'Broadcaster Esquire' s jednim magnetom). Zatim je uslijedila prva masovno proizvedena električna gitara električni bas - slavni Precision Bass a zatim prvi hit kompanije gitara Stratocaster.
Fender nije bio prvi proizvođač električnih gitara, pojedine manufakture nudile su taj proizvod već krajem 1920-tih poput tvrtke Rickenbackera, no Fender je bila prva tvrtka koja je proizvela potpunu električnu gitaru, punog tijela bez rezonantne kutije (šuplje tijelo) - dakle prva tvrtka koja je uvidjela u potpunosti sve prednosti ( i mane) novog proizvoda i to doista najbolje iskoristila postavši gotovo sinonim za električnu gitaru.

Fenderovi modeli gitara od samog početka bili su popularni, i naišli su na prihvaćanje glazbenika svih žanrova. Tako da ih gotovo po pravilu danas koriste mnogi glazbeni bendovi, a neki od najpoznatijih glazbenika su: Ritchie Blackmore, Jimi Hendrix, John Frusciante, Bruce Springsteen, Hank Marvin, Eric Clapton, David Gilmour, Kurt Cobain, Stevie Ray Vaughan, Keith Richards, Waylon Jennings i mnogi drugi.

Tvrtka je proizvodila i akustične gitare, mandoline, bendžoe, violine, gitarska pojačala i bas pojačala, kao i PA razglasne sustave. Ostale, poznatije tvrtke koje su proizvodile, i proizvode glazbenu opremu i instrumente za potrebe Fendera su: Squier (akustične i električne gitare), SWR (bas pojačala), Tacoma, Jackson i Gretsch proizvode gitare, a u suradnji s Eddie Van Halenom pokrenuta je linija EVH gitara i pojačala.
11. veljače 1994. godine proizvodni pogon sa sjedištem u Ensenadi (Meksiko), u požaru je izgorio. Tadašnji predsjednik Fender kompanije Bill Shultz ostatke pogona seli, i nastavlja proizvodnju u SAD-u. Modeli nastali u to vrijeme danas su rijetko viđeni, a prepoznatljivi su po jedinstvenom serijskom broju.

28. listopada 2007. godine Fender je obznanio da planira kupiti Kaman Music Corporation i time je postao vlasnik: Hamer i Ovation proizvođača gitara, Genz Benz pojačala, i pogona za proizvodnju dijelova i opreme Gibraltar Hardware. U paketu su bili i mnogi drugi pogoni, kao i ekskluzivni distributer za Sabian činele i Takamine modele gitara.
 
Ostali proizvodi su: Jazzmaster, Jaguar, Starcaster, Duo-Sonic, Toronado, linije lap steel gitara, tri modela električnih violina i električni klavir Fender Rhodes. Zatim, zajednička osnovica Fender Bronco gitara i bas-gitara, kao što je Jazz Bass prema Fender Telecaster Bassu, te njegovog ponovnog izdanja 1950. godine kao Precision Bass.
Za potpuni pregled svih proizvoda pogledajte: Dodatak:Popis proizvoda Fender Musical Instruments Corporation

### Početci
Tvrtka Fender startala je kao servis za tada vrlo skupe i popularne radio aparate - kao Fender's Radio Service pozne 1938. godine u mjestu Fullerton, Kalifornija, Sjedinjene Američke Države.
Ranih 1940-ih Leo je s partnerom Doc Kauffmanom osnovao tvrtku K & F Manufacturing Corporation namijenjenu projektiranju i izradi električnih glazbala i pojačala. Na početku 1946. Kauffman je otišao iz tvrtke u miru, a Leo je prezvao tvrtku  Fender Electric Instrument Company. Servis radio prijamnika radio je sve do 1951. godine.
Početak proizvodnje pojačala veže se uz 1948. godinu., ova pojačala popularno su se zvala - Tweed (zato što su bila presvučena sva u istu tweed tkaninu), ta pojačala imala su od 3 do 75 wata izlazne snage.
Na početku 1965. godine, Leo Fender prodao je svoju malu tvrtku velikoj dioničarskoj kompaniji - Columbia Broadcasting System, ili skraćeno CBS za tadašnjih velikih $13 milijuna dolara.
Prodaja je ojačala tvrtku, jer je omogućila dotok kapitala i kvalitetni menagment, i povećanje produktivnosti i prodaje, ali je kvalitet opao. CBS razdoblje je bilo obilježeno smanjenjem proizvodnih troškova, što je dovelo do gotovo tragičnih ušteda i redukcija na poznatim modelima gitara ( ali je to kasnije odbačno kao promašeno).

### Fender danas
Od 1985. godine,  CBS odjel za proizvodnju glazbala odkupili su uposlenici od tvrte CBS i od tada taj odjel posluje pod imenom Fender Musical Instruments Corporation.
Tvrtka Fender proizvodi svoje najskuplje modele u tvornici Corona u Kaliforniji, a većinu svojih jeftinijih modela proizvodi u tvornici Ensenada u Baja Californiji u Meksiku.
Od 2009. godine tvrtka Fender ima pod ugovorom Azijske manufakture gitara za proizvodnju jeftinijih - Squier gitara.
Brand Squier tvrtka Fender ima još od 1982. za jeftinije modele Fender gitara.  Squier gitare se danas proizvode u Japanu, Koreji, Indiji, Indoneziji i Kini. Squier gitare po svemu nalikuju pravom Fenderu, jedino što su izrađene od jeftinijijih materijala i elektroničkih komponenti.
Danas kompanija Fender Musical Instruments Corporation,  zastupa ili je kupila mnoge druge poznate proizvođače glazbenih instrumenata, poput; Gretsch -a, Jacksona, Charvela, Olympia, Orpheuma, Tacoma, Guilda.
Nedavno su kupili Kaman Music Corporation, koji pak pod sobom ima brojne manje manufakture glazbenih instrumenata, tako da tvrtka Fender sve više postaje monopolist mna tržištu glazbala.
Njemačka ( a i Europska) distribucija ima sjedište u Düsseldorf-u.

## Glazbala
Najvažniji proizvodi tvrtke su i dan danas gitare ; Telecaster, Stratocaster, Precision Bass i Jazz Bass.

### Električne gitare
- Fender Telecaster
- Fender Stratocaster

### Bas gitare
- Fender Precision Bass
- Fender Jazz Bass

## Vanjske poveznice
- Fender Musical Instruments - Službene stranice
- Izložbeni salon Lea Fendera iz muzeja u Fullertonu  Arhivirana inačica izvorne stranice od 27. rujna 2011. (Wayback Machine)